# Церковь Вознесения Господня (Кириллов)
Церковь Вознесения Господня — православный храм в городе Кириллове Вологодской области, построенный в конце XVIII века. Церковь Вознесения Господня является объектом культурного наследия регионального значения.

## История храма
В 1879 году на северо-восточной окраине города Кириллова вблизи приходской церкви Вознесения было организовано новое кладбище. О появлении на этом месте церкви архивные документы умалчивают, однако известно, что в начале 1790-х годов деревянная церковь была уничтожена пожаром, а 1 сентября 1796 года церковный староста заключил договор на строительство новой каменной церкви.
Средства на возведение данного храма собирались при помощи «сборной книги» в Кирилловском и Белозерском уездах. В декабре 1798 года городское общество обязало ежегодно направлять на строительство «полавочные» деньги — торговая пошлина по 100 рублей.
Вознесенский храм состоял из теплого и холодного отделений. В холодной был организован престол в честь Вознесения Господня, а в теплой — именем великомученика Иоанна Воина. Документы свидетельствуют, что в 1798 году были проведены освещения престолов и завершены строительные работы. Однако, роспись храма продолжилась и дальше. Также в 1798 году были получены колокола из Кирилло-Белозёрского монастыря. То, что в 1798 году церковь начала работу, определяет и расписка старосты в получении колоколов из Кирилло-Белозерского монастыря.
На протяжении XIX века церковь неоднократно ремонтировалась, о чём имеются архивные свидетельства.
Эта церковь одновременно считалась и кладбищенской. Кладбище наименовалось «Ивановским» по приделу храма в честь Иоанна Воина. В 1885 году при кладбище была установлена часовня, в которой стали отпевать усопших. Вознесенский храм сохранил колокольню и считается одним из старейших каменных строений в Кириллове.

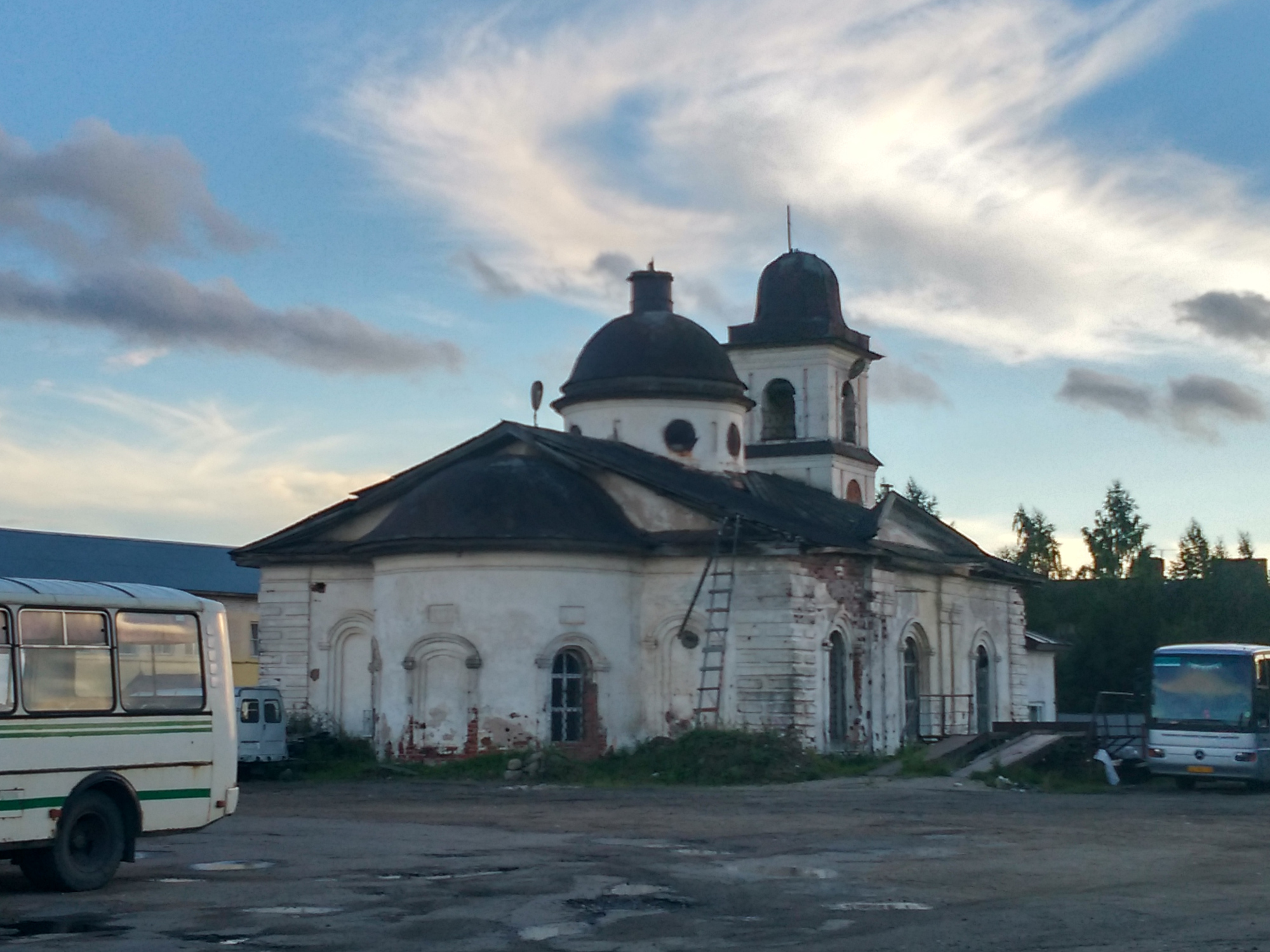
Храм в 2018 году

## Архитектура
Храм Вознесения господня — небольшое, продолговатое здание с куполом, который был посажен в центре основного объема и трехъярусной приземистой колокольней над притвором. Были размещены окна арочной формы с архивольтами суховатого рисунка. На южной и северной части фасада прясла были акцентированы пилястрами и фронтоном. Углы основного объема подчеркнуты рустовкой.
Иконостас был выполнен столярными мастерами, имел цвет пурпурный, с 6-ю колонками, в некоторых местах нанесена резьба. Над царскими воротами были высечены резные ангелы. Второй ярус иконостаса был представлен пятью круглыми клеймами с изображениями праздников. Иконостас в приделе Иоанна Воина был одноярусным.

## Храм сегодня
До 2015 года территорию и здание храма использовало для своих нужд автотранспортное предприятие Кирилловского района. В церкви были размещены склад автозапчастей и боксы для ремонта автобусов, также здесь находился кабинет медицинского работника.
Летом 2014 года в городе Кириллове образовался православный приход храма Вознесения Господня. С этого времени в строении церкви начались богослужения. В настоящее время, в восточной части, по воскресеньям проходят молебны, а летом, раз в месяц, проводится литургия.
Храм нуждается в проведении реставрационных работ. Автономным учреждением культуры Вологодской области «Вологдареставрация» был изготовлен проект реставрации разрушенной части кровли над приделом святого мученика Иоанна Воина. Идёт сбор средств.